# Compromisso da Misericórdia de Lisboa

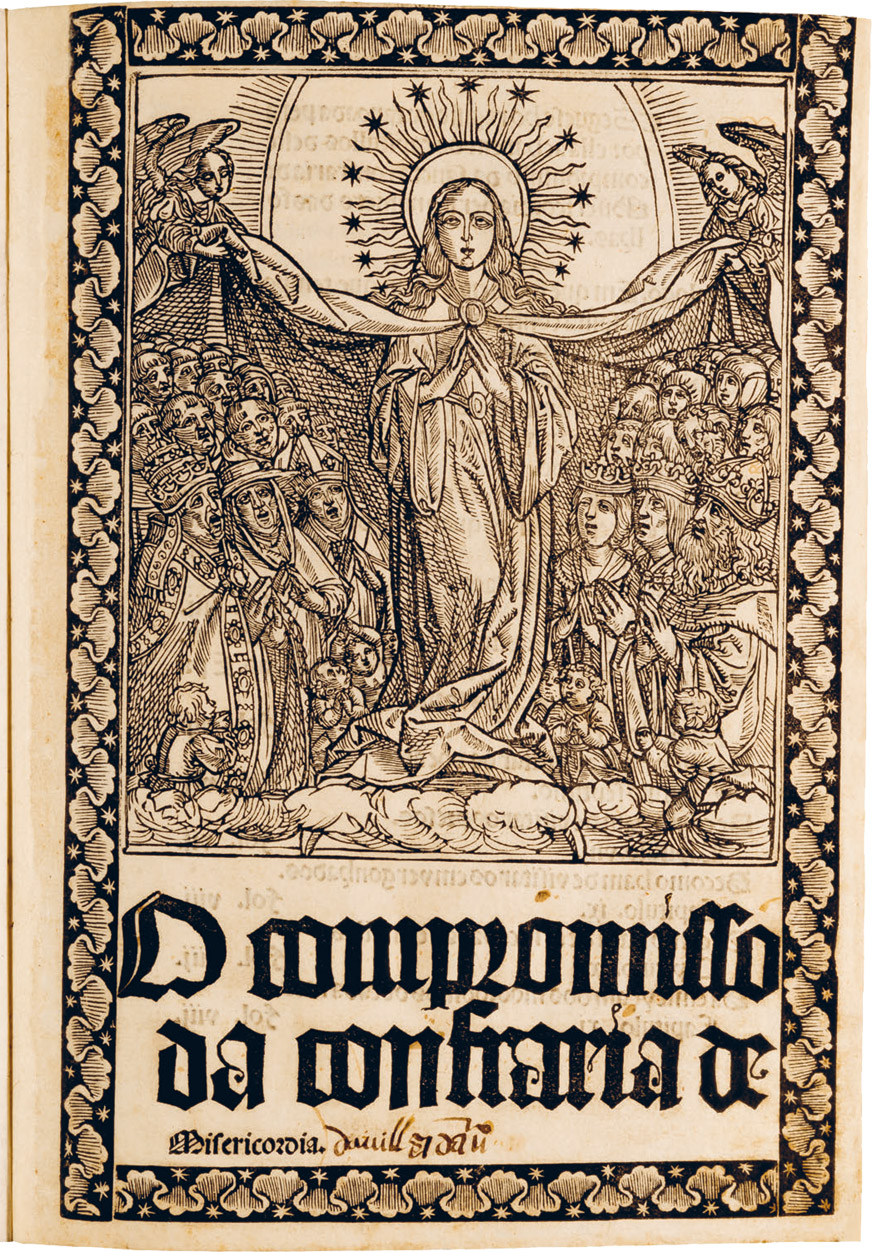
Frontispício da primeira edição impressa do Compromisso da Misericórdia de Lisboa (1516), mostrando Nossa Senhora da Misericórdia

Compromisso da Misericórdia de Lisboa é um conjunto de regulamentos que regia o funcionamento das Santas Casas da Misericórdia.
O compromisso originário da Misericórdia de Lisboa, em 1498, foi aprovado pelo rei D. Manuel I e depois confirmado pelo Papa Alexandre VI. Deste documento foram tiradas diversas cópias e fez-se uma edição impressa (1516), que veio permitir a divulgação mais rápida do texto e, desta forma, facilitar a criação de outras misericórdias por todo o Reino de Portugal e nos territórios de além-mar.
Surgiu por intervenção da rainha Dona Leonor, viúva do rei D. João II de Portugal, que instituiu a Irmandade de Invocação a Nossa Senhora da Misericórdia. Entre 1498 e 1525, ano da morte da Rainha Dª. Leonor, foram fundadas dezenas de instituições semelhantes, todas ditas Misericórdias, cujo ato de constituição consistia num compromisso dos fundadores e ou instituidores, denominados Irmandade.
O compromisso era baseado nos ensinamentos de São Tomás de Aquino agrupou as obras de misericórdia em espirituais: ensinar os simples, dar bom conselho, corrigir com caridade os que erram, consolar os que sofrem, perdoar os que nos ofendem, sofrer as injúrias com paciência, rezar a Deus pelos vivos e pelos mortos; e obras corporais (ou materiais):remir os cativos e visitar os presos, curar e assistir os doentes, vestir os nus, dar de comer a quem tem fome, dar de beber a quem tem sede, dar pousada aos peregrinos, sepultar os mortos.
Com o passar do tempo, cada Santa Casa de Misericórdia foi adaptando o comprimisso à sua missão e função, nos locais em que estavam instaladas.